# Patellinae
Sous-famille
Patellinae est une sous-famille de mollusques gastéropodes marins.

## Liste des genres
Selon BioLib (15 décembre 2018) :
- genre Cymbula H. Adams & A. Adams, 1854
- genre Helcion Montfort, 1810
- genre Patella Linnaeus, 1758
- genre Scutellastra H. & A. Adams, 1854